# Toronto
 Der er for få eller ingen kildehenvisninger i denne artikel, hvilket er et problem. Du kan hjælpe ved at angive troværdige kilder til de påstande, som fremføres i artiklen.

Toronto er hovedbyen i provinsen Ontario i Canada. Med sine 2.794.356 (2021) indbyggere i Stor-Toronto er landet Canadas største by og Nordamerikas femtestørste by. Byen er et af de vigtigste finans- og handelscentre i Canada og Nordamerika. Toronto er hjemstedet for mere end 80 etniske grupper med mere end 100 sprog. Det gør Toronto til en af de mest multikulturelle byer i verden.
De officielle sprog i Toronto er engelsk og fransk. Engelsk er det dominerende, men der er store etniske grupper ca. 350.000 kinesere, 400.000 italienere, 127.000 grækere, 13.000 danskere og mange andre. Mange sprog er udbredt i hver deres distrikt, hvor der fx kan være tosprogede skilte i Little Italy og Chinatown.
Toronto er kendt som "Hollywood North", da mange amerikanske film og tv-produktionsselskaber skyder deres produktioner i byen: "Hannibal", "Suits" og dele af "Prison Break" m.fl. Toronto International Film Festival afholdes i byen, og det bringer mange branchefolk til byen. 
Toronto, Vancouver og Montréal er centre for tv-produktion i Canada.

## Dansk kirke
Toronto er hjemsted for en dansk kirke.